# Felkiáltójel

Felkiáltójel (!)

A felkiáltójel (!) valamennyi latin ábécét használó nyelvben az az írásjel, amely – általában a mondat végén állva – felkiáltás, felszólítás, meglepetés, óhajtás, kívánság, vágy, parancs, tiltás, kérés jelölésére szolgál a kijelentéssel (állítással) és kérdéssel szemben. ASCII kódja: Alt+33, hexadecimálisan 0x0021.

## Használata egyes nyelvekben
A magyarban és a legtöbb latin betűs nyelvben csak egyetlen alakja van, amelyet a mondatok végére helyeznek. A spanyol nyelvben megkülönböztetnek nyitó- (¡) és záró-felkiáltójelet (!) is, amelyek közé a felkiáltó, felszólító, vagy óhajtó mondatrész kerül, vagyis a spanyolban az idéző- és a gondolatjelhez hasonlóan a nyitó- és záró-felkiáltójel a mondat közben is állhat. Ezt a jelölésmódot a Spanyol Királyi Akadémia 1754-ben vezette be a szabad szórend miatt az olvasás megkönnyítésére, és bekerült néhány más, a spanyol befolyástól érintett nyelvbe is.

## További jelentései
- Egyezményes nemzetközi jelként a veszélyt is jelölheti, illetve figyelemfelhívásra szolgálhat.
- A matematikában a faktoriális jele.
- A C-alapú programozási nyelvekben a tagadás (negáció) jele.
- A sakkban az erős, jól megválasztott lépéseket jelölik vele, a különösen szép, egyedi lépéseket gyakran két felkiáltójellel, a vitatható, de bizonyos szempontból figyelemre méltó lépéseket pedig !?-lel.

## Eredete
Feltételezések szerint [forrás?] a felkiáltójel eredete a latin IO indulatszóra vezethető vissza, amelyet kezdetben a felkiáltómondatok végén egymás alá írtak, s ennek a leegyszerűsödött formájából nyerte el a mai alakját.